# Andreas Brandl
Andreas Brandl (* 28. August 1937 in Holzolling, Oberbayern) ist ein deutscher Endurosportler.

## Karriere
In der Zeit zwischen 1960 und Mitte der 1970er-Jahre war er ein erfolgreicher Motorsportler. Am Anfang widmete er sich Grasbahn- und Eisrennen und wechselte dann zum Trial und später zum Enduro (damals noch Geländefahrt) über. Brandl war u. a. Mitglied der Nationalmannschaft der BRD bei der 47. Internationale Sechstagefahrt. Seine großen Zeiten im Rennsport hatte er als Werksfahrer für die Münchner Marke Zündapp in den Klassen 50 und 75 cm³. Er war bei Zündapp bis zum Niedergang 1984 als Mechaniker beschäftigt, danach wechselte er zu BMW-Motorrad.
Für seine sportlichen Erfolge in der Geländefahrt (heute Endoro) wurde er am 28. Mai 1969 durch Verleihung des Silbernen Lorbeerblattes geehrt.

## Erfolge
- Deutscher Trialmeister 1963, 1964, 1965, 1966 und 1967
- Deutscher Enduro-Meister 1968, 1969, 1970, 1971, 1972 und 1973
- Gewinner der World-Trophy 1968
- Vize-Weltmeister der World-Trophy 1971, 1972 und 1973
- Europa-Enduro-Meister 1969, 1970, 1971, 1972 und 1973